# Гамильтон, Дэвид, 3-й лэрд из Кадзоу
Сэр Дэвид Гамильтон из Кадзоу (ок. 1333 — ок. 1392) — шотландский дворянин, 3-й лэрд из замка Кадзоу (ок. 1378 — ок. 1392).

## Биография
Старший сын и наследник Дэвида фицУолтера фицГилберта, 2-го лэрда из Кадзоу, и Маргарет Лесли.
Родился в замке Кадзоу (Южный Ланаркшир). Дэвид Гамильтон был первым из рода, который в 1375 году упоминается как «Дэвид де Гамильтон, сын и наследник Дэвида фицУолтера». В 1378 году он стилизован как Дэвид де Гамильтон, а в 1381 году — Дэвид Гамильтон, лорд Кадзоу. Похоже, что он был первым, кто использовал титул лорда.

## Семья и дети
Дэвид Гамильтон был женат на Джанет Кейт, дочери сэра Уильяма Кейта из Гастона (? — 1336). Супруги имели шесть детей:
- сэр Джон Гамильтон из Кадзоу
- сэр Уильям Гамильтон, предок линии Гамильтон из Батгейта
- сэр Эндрю Гамильтон, предок Гамильтонов из Удстона
- сэр Джон Гамильтон из Бардови
- леди Элизабет Гамильтон, муж — сэр Александр Фрейзер из Коуи (? — 1332)
- сэр Джордж Гамильтон из Борленда

После смерти Дэвида Гамильтона его жена Джанет Кейт вторично вышла замуж за сэра Александра Стюарта из Дарнли (1368—1404).